# Maurizio Bidinost
Maurizio Bidinost, född den 10 januari 1959 i Cordenons, är en italiensk tidigare tävlingscyklist som framförallt hade framgångar på bana, där han blev italiensk mästare i individuellt förföljelselopp två gånger för amatörer och fyra gånger för professionella, samt vann tre sexdagarslopp under karriären. I individuellt förföljelselopp blev han även som amatör silvermedaljör vid världsmästerskapen 1979 och bronsmedaljör 1981 och sedan som professionell bronsmedaljör 1982.

## Meriter

### Landsväg
1979
 Italiensk mästare i individuellt tempolopp för amatörer
1981
2:a i individuellt tempolopp för amatörer vid italienska mästerskapen

### Bana
| 1979 2:a i Individuellt förföljelselopp för amatörer 3:a i lagförföljelselopp för amatörer 1981 3:a i Individuellt förföljelselopp för amatörer 1982 3:a i Individuellt förföljelselopp för professionella 1980 Vinnare av Nouméas sexdagars med Bernard Vallet 1981 Vinnare av Nouméas sexdagars med Francesco Moser 1982 Vinnare av Berlins sexdagars med Patrick Sercu 3:a i Milanos sexdagars med Urs Freuler 1983 3:a i Milanos sexdagars med Urs Freuler 1984 3:a i Grenobles sexdagars med Francesco Moser | 1982/1983 3:a i madison för professionella med Pierangelo Bincoletto 1979 Italiensk mästare i individuellt förföljelselopp för amatörer Italiensk mästare i lagförföljelselopp för amatörer 1981 Italiensk mästare i individuellt förföljelselopp för amatörer Italiensk mästare i lagförföljelselopp för amatörer 1982 Italiensk mästare i individuellt förföljelselopp för professionella 2:a i poänglopp för professionella 1983 Italiensk mästare i individuellt förföljelselopp för professionella 1984 3:a i individuellt förföljelselopp för professionella 1985 Italiensk mästare i individuellt förföljelselopp för professionella 1986 Italiensk mästare i individuellt förföljelselopp för professionella |